# Provincia di Nuova Cartago e Costa Rica
La Provincia de Nueva Cartago y Costa Rica (in italiano provincia di Nuova Cartago e Costa Rica) o anche alcaldía mayor de Nueva Cartago y Costa Rica (in italiano il governatorato maggiore di Nuova Cartago e Costa Rica), dal 1540 al 1544 e dal 1561 al 1573, come gobernación de Nueva Cartago y Costa Rica (in italiano governatorato di Nuova Cartago e Costa Rica), è stata un'entità amministrativa e territoriale dell'Impero spagnolo, creata nel 1540, situata tra il governatorato di Hibueras, il governatorato di Nicaragua e il Ducato di Veragua, ed è stata istituita dalla Corona spagnola durante il suo periodo di dominio in America.
Inizialmente faceva parte dell'Audiencia y Cancillería Real de Panamá, istituita dalla Corona spagnola mediante Reale Cédula del 26 febbraio 1538 da parte dell'Imperatore Carlo I di Spagna (Carlo V del Sacro Romano Impero). È stata la terza Audiencia dell'America. Nel suo territorio giurisdizionale iniziale erano comprese le province di Tierra Firme (Castilla de Oro e il Ducato di Veragua) e tutti i territori che si estendevano dal Golfo di Fonseca allo Stretto di Magellano (tra le province di Nicaragua, il governatorato di Cartagena, il cosiddetto Regno di Quito, Perù, Cile e il Rio de la Plata).
La prima menzione della provincia di Costa Rica risale al 1539, quando fu creata dalla Audiencia Reale di Panama, che nominò Hernán Sánchez de Badajoz come governatore e adelantado di Costa Rica. La provincia e le nomine furono disautorate dalla Corona spagnola, che alla fine del 1540 creò nominalmente il governatorato di Nuova Cartago e Costa Rica, nominando Diego Gutiérrez y Toledo come titolare della carica, sebbene quando assunse l'incarico alla fine del 1543, lo fece come un alcalde mayor in questa provincia che esistette fino al 1573, poiché i governatorati furono soppressi dal 20 novembre 1542, e tale provincia divenne una dipendenza dell'Audiencia de los Confines de Guatemala e Nicaragua, nell'ambito delle cosiddette Leggi nuove della Corona spagnola.